# Анджеево (гмина)
Анджеево (пол. Andrzejewo) — сельская гмина (волость) в Польше, входит как административная единица в Острувский повет (Мазовецкое воеводство), Мазовецкое воеводство. Население — 4523 человека (на 2004 год).

## Демография
| Перепись                       | Всего   | Всего | Женщины | Женщины | Мужчины | Мужчины |
| ------------------------------ | ------- | ----- | ------- | ------- | ------- | ------- |
| Единицы                        | человек | %     | человек | %       | человек | %       |
| Население                      | 4523    | 100   | 2225    | 49,2    | 2298    | 50,8    |
| Плотность населения (чел./км²) | 38,1    | 38,1  | 18,8    | 18,8    | 19,4    | 19,4    |

## Сельские округа
1. Анджеево
2. Домброва
3. Годлево-Гожеево
4. Голембе-Леснево
5. Яново
6. Ясеница-Парцеле
7. Ковалювка
8. Круле-Дуже
9. Круле-Мале
10. Кулешки-Неналты
11. Лентовница-Парцеле
12. Мяново
13. Нова-Русколенка
14. Ольшево-Цехны
15. Олдаки-Полёня
16. Пенхратка-Мала
17. Пеньки-Собутки
18. Пеньки-Вельке
19. Пеньки-Жаки
20. Пшезьдзецко-Двораки
21. Пшезьдзецко-Гжимки
22. Пшезьдзецко-Яхы
23. Пшезьдзецко-Ленарты
24. Русколенка-Парцеле
25. Стара-Русколенка
26. Залуски-Липнево
27. Зарембы-Боленды
28. Зарембы-Хороманы
29. Зарембы-Вархолы
30. Желязы-Броково

## Соседние гмины
1. Гмина Чижев-Осада
2. Гмина Острув-Мазовецка
3. Гмина Шульбоже-Вельке
4. Гмина Шумово
5. Гмина Замбрув
6. Гмина Зарембы-Косцельне